# Besszádok
A Besszádok (néha Beszkádok vagy Bieszczady-hegység, lengyelül: Bieszczady) hegység a Külső-Keleti-Kárpátokban, az Erdős-Kárpátokon belül a Külső-Beszkidek (más néven Keleti-Beszkidek) csoportjában. Lengyelország délkeleti sarkában, valamint kisebb részben Szlovákia és Ukrajna területén emelkedik.
A Bieszczady elnevezést Lengyelországban mind a lengyel részre, mind tágabb értelemben, a teljes hegységre vonatkozóan használják, míg Szlovákiában és Ukrajnában jellemzően csak a lengyelországi részt értik alatta. A szlovákiai rész Ungi-határhegység vagy Bukovec-hegység (Bukovské vrchy) néven is ismert.

## Földrajz
A Besszádok a Łupkówi-hágótól (640 m) az Uzsoki-hágóig húzódik. Legmagasabb pontja a lengyel területen emelkedő Tarnica (1346 m). (Időnként a Besszádokhoz sorolják a Felső-Dnyeszter-Beszkideket és a Szkolei-Beszkideket is a Toronyai-hágóig bezárólag, ebben az esetben az 1405 m magas ukrajnai Pokolbérc (Pikuj) a legmagasabb csúcs.)
A hegység ukrajnai részén ered a Dnyeszter és a San.

## Élővilág
A Besszádoki Nemzeti Park területének legnagyobb részét erdők borítják. A legjellemzőbbek a bükkösök, melyeket jávor- és lucfenyő tarkít. Állatvilága olyan fajokat foglal magába, mint a szürke farkas, szarvas, európai bölény, barna medve, hiúz, vadmacska, illetve mintegy 150 madárfaj költ itt, köztük sasfélék.

## Történelem
A terület az őskor óta lakott. A római időkben különböző törzsek – kelták, gótok, vandálok (Przeworski kultúra, Puhói kultúra) – rohanták le. A Római Birodalom bukása után a nyugati szlávok foglalták el, és Nagymorávia része lett.

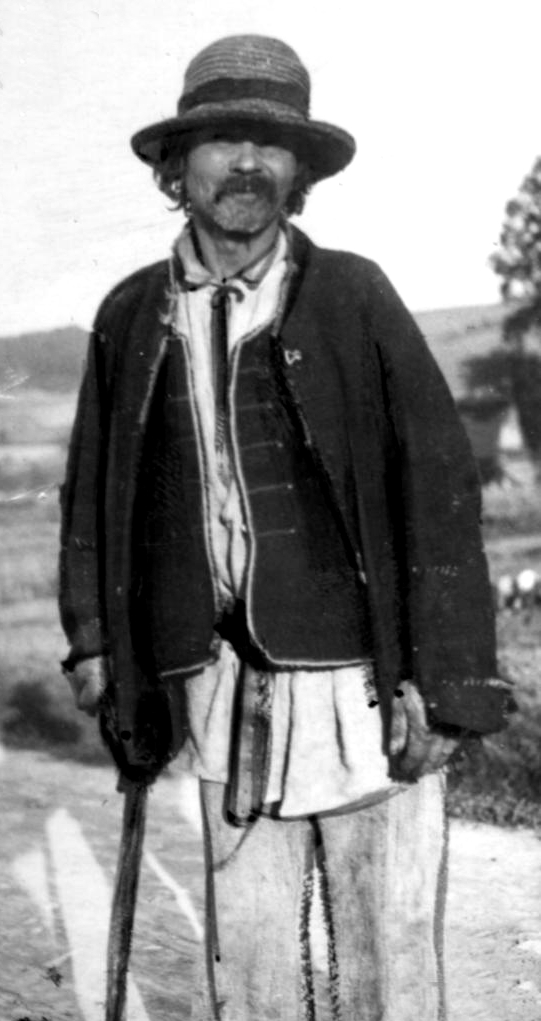
Bojkó férfi a Besszádokban a 20. század első felében

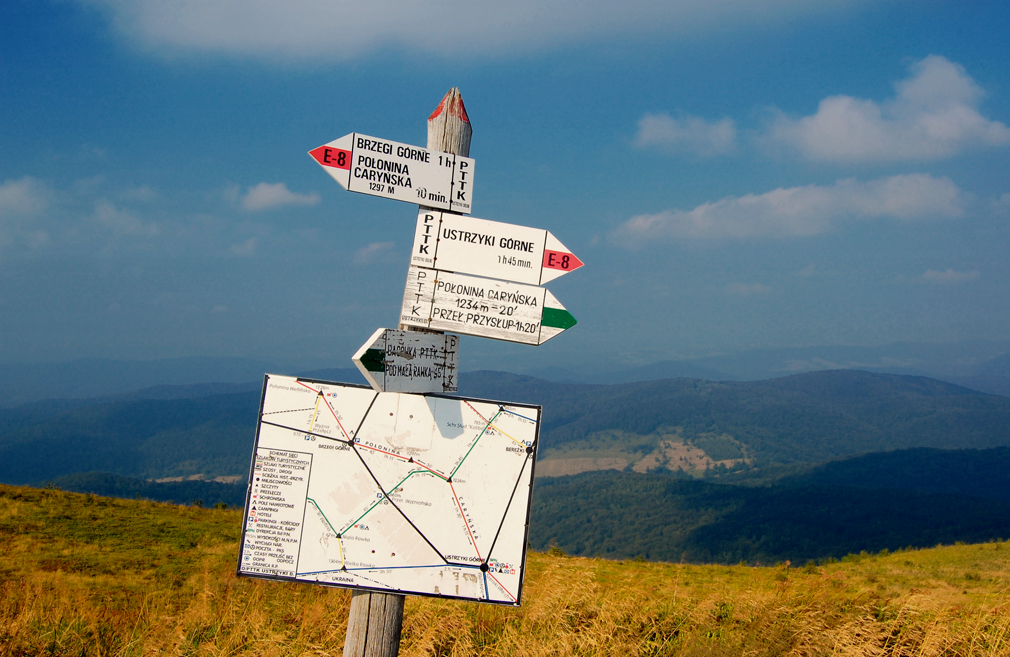
Útjelző tábla a Połonina Caryńskán

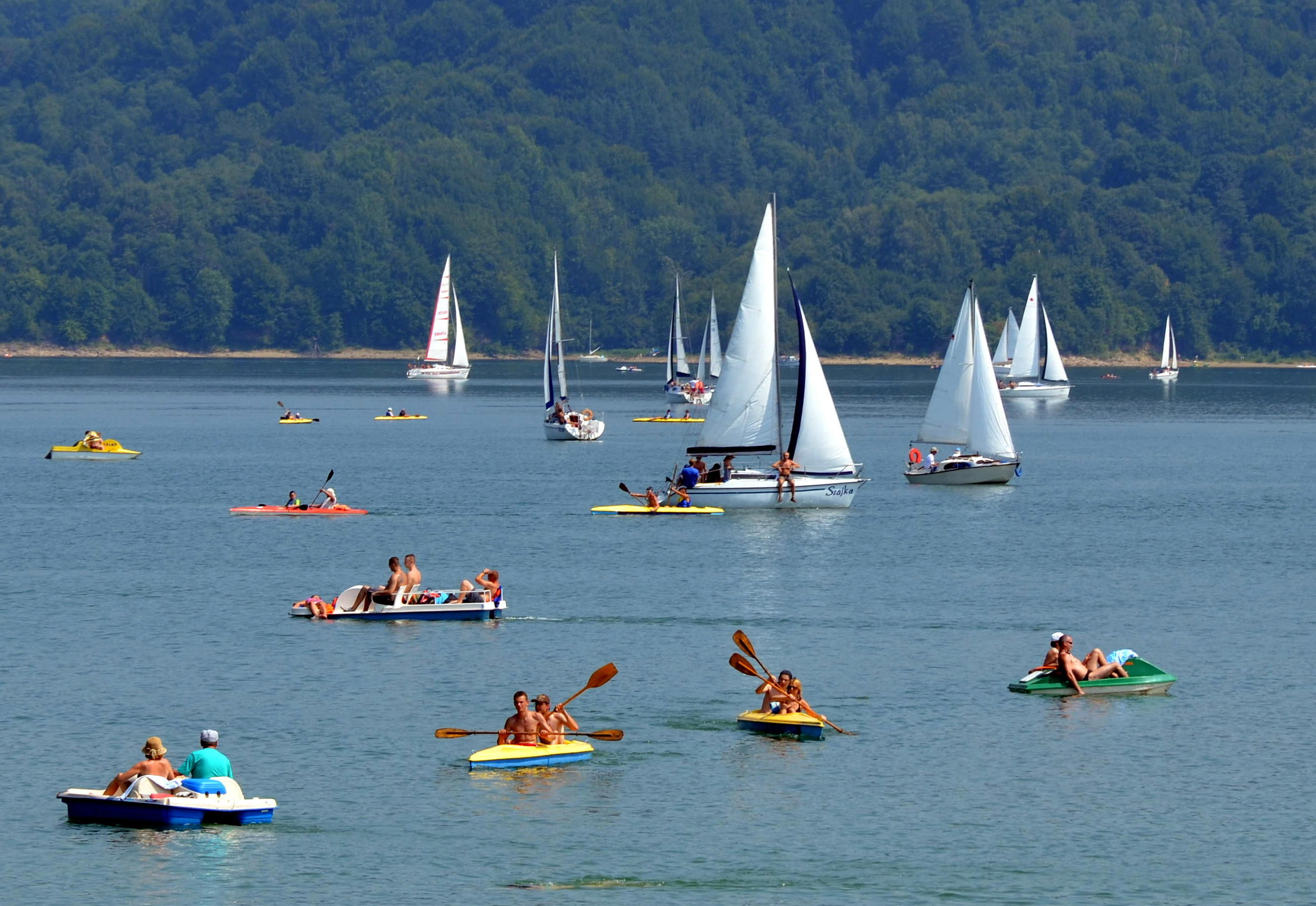
Vitorlázók és kajakosok a Solinai-tavon, Solina

A magyarok honfoglalása után a terület hovatartozása vitatott volt Magyarország, Lengyelország és a Kijevi Rusz között. Első említése az Elmúlt idők krónikájából származik, mely szerint 981-ben I. Vlagyimir kijevi nagyfejedelem meghódította a lengyelekkel vívott háború során. Ezt követően 1018-ban újra lengyel, 1031-ben megint kijevi kézre került. A 12. században Halics a hanyatló Kijevi Rusz egyik önállósodó fejedelemsége lett, melynek rövid ideig II. András magyar király és később fia, Kálmán herceg is ült a trónján, végül 1340-ben III. Kázmér lengyel király hódította vissza a területet.
Lengyelország felosztása során külső oldala a Habsburg Birodalomhoz került. Belső (magyarországi) oldala Zemplén és Ung vármegyékhez tartozott. Az első világháborúban a Keleti-Kárpátok hágói stratégiai fontossággal bírtak, 1914–1915-ben intenzív harcok dúltak a birtoklásukért.
1947-ig a lengyelországi rész lakóinak 84%-a bojkó volt (a tágabb vidéket rajtuk kívül lengyelek és zsidók is lakták), de miután az Ukrán Felkelő Hadsereg Jabłonkiban meggyilkolta Karol Świerczewski lengyel tábornokot, a Visztula hadművelet keretében kitelepítették őket, és a terület jórészt lakatlanná vált. Aleksander Kwaśniewski államfő 2002-ben sajnálatát fejezte ki a kitelepítésért.
1991-ben hozták létre az UNESCO a Keleti-Kárpátok Bioszféra Rezervátumot, amely a terület nagy részét lefedi mindhárom országban, és magában foglalja a Besszádoki Nemzeti Parkot (Lengyelország), a Polonyinák Nemzeti Parkot (Szlovákia) és az Uzsanszkij Nemzeti Parkot (Ukrajna).

## Természetvédelem
Az UNESCO a Keleti-Kárpátok Bioszféra Rezervátum a terület nagy részét lefedi mindhárom érintett országban. A hegység területén a következő nemzeti parkok működnek:
- Besszádoki Nemzeti Park (Lengyelország)
- Polonyinák Nemzeti Park (Szlovákia)
- Uzsanszkij Nemzeti Park (Ukrajna).

## Turizmus

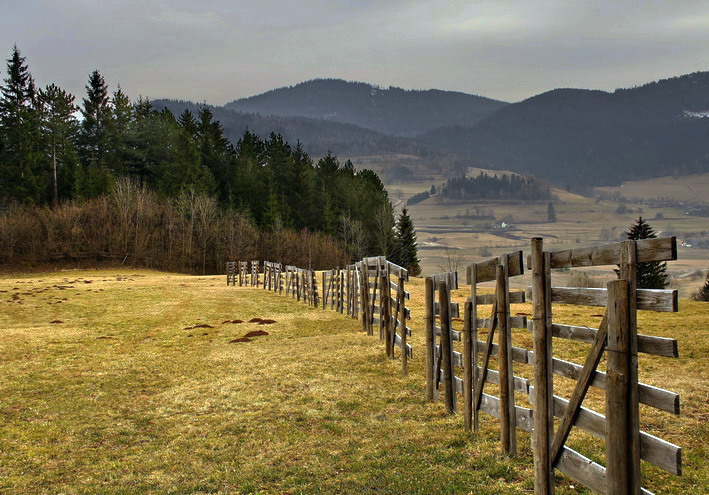
Hófogó kerítés a Besszádokban

A Besszádok Lengyelországban a Kárpátaljai vajdaság legnépszerűbb idegenforgalmi célpontjának számít. A turizmus kezdetei a két világháború közötti időszakig nyúlnak vissza, amikor kiépültek az első menedékházak és kijelölték az első turistautakat. A második világháború után Karol Wojtyła (a későbbi II. János Pál pápa) is rendszeresen felkereste.
A hegységet érinti az E8 Hosszútávú Vándorút. A Besszádoki Nemzeti Parkban ezt beleértve mintegy 130 km a kijelölt sí- és gyalogtúraútvonalak hossza, de öt kerékpáros útvonal, néhány lovas ösvény és hat tanösvény is várja a látogatókat. A hegytetőket jellemzően rétek borítják, így széles panoráma tárul a túrázók elé.
Kulturális látványosságai közé tartoznak a hegyi fakunyhók, régi temetők, görögkeleti fatemplomok és kápolnák. Hagyományos, a tájat is meghatározó foglalkozások a pásztorkodás és a szénégetés. Wołosate hucul tenyészállomásnak ad otthont.

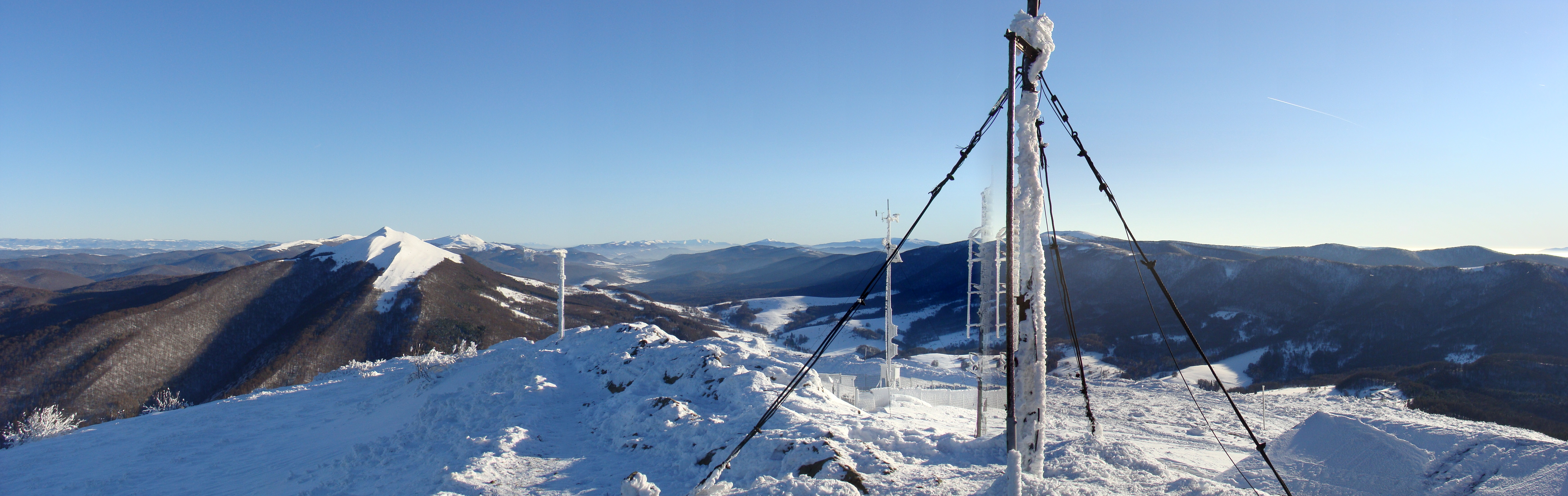
Panoráma a Połonina Wetlińskáról a Połonina Caryńska és a Tarnica, valamint Ustrzyki Górne felé

## Fordítás
- Ez a szócikk részben vagy egészben a Bieszczady Mountains című angol Wikipédia-szócikk ezen változatának fordításán alapul.  Az eredeti cikk szerkesztőit annak laptörténete sorolja fel. Ez a jelzés csupán a megfogalmazás eredetét és a szerzői jogokat jelzi, nem szolgál a cikkben szereplő információk forrásmegjelöléseként.